# Constance zu Salm-Reifferscheidt-Dyck

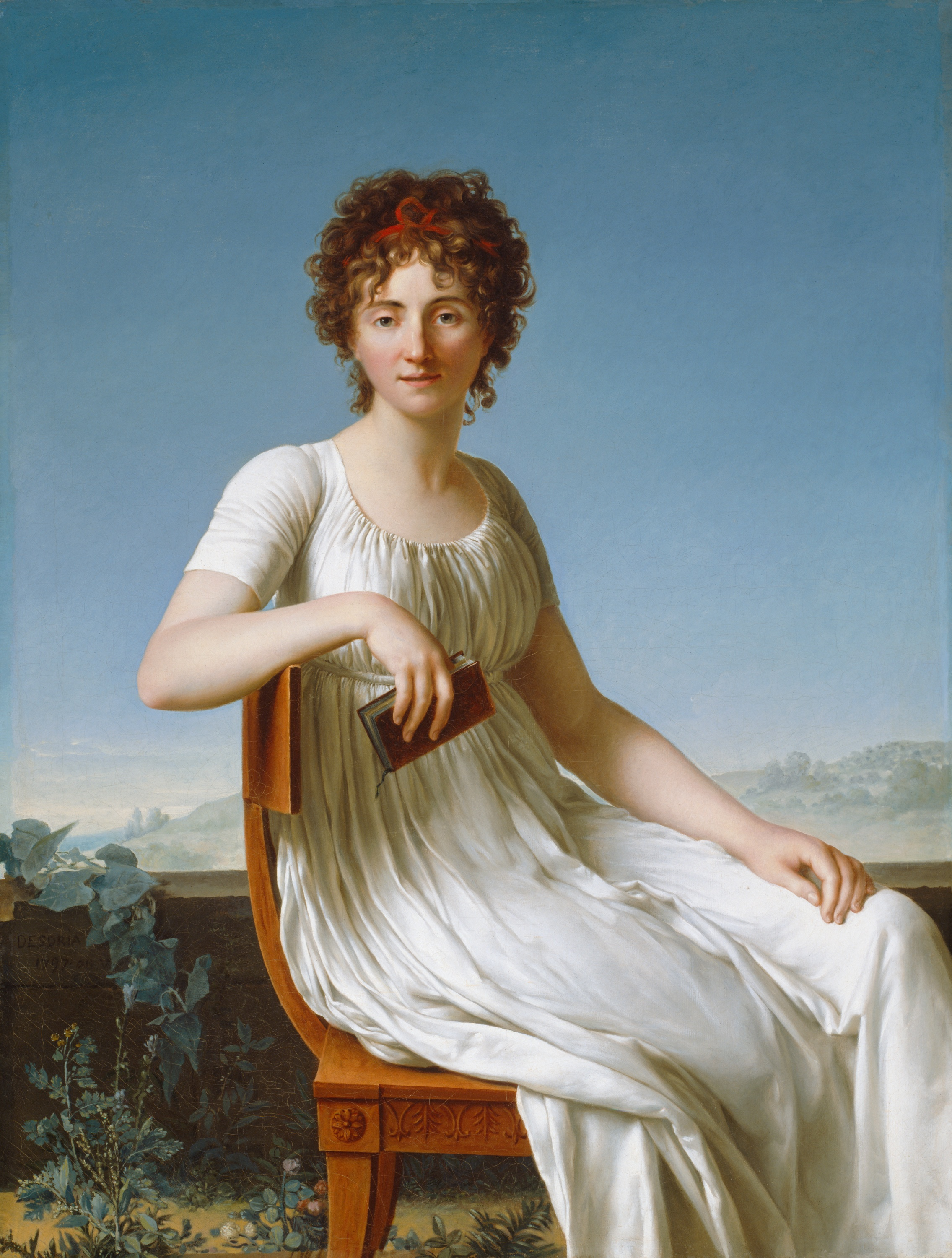
Porträt der Constance Pipelet, 1797, Ölgemälde von Jean Baptiste François Désoria (1758–1832)

Constance Marie zu Salm-Reifferscheidt-Dyck (* als Constance de Théis am 7. September 1767 in Nantes; † 13. April 1845 in Paris) war eine französische Dichterin und Schriftstellerin. Während ihrer ersten Ehe (1789–1802) hieß sie Constance de Pipelet, in ihrer zweiten Ehe ab 1803 Gräfin, ab 1816 Fürstin zu Salm-Reifferscheidt-Dyck.

## Leben
Als Tochter einer gutbürgerlichen Familie aus der Picardie erhielt Constance eine ausgezeichnete Erziehung. Im Alter von 18 Jahren veröffentlichte sie ihr erstes romantisches Gedicht, Le bouton de rose im Almanach des Muses, dem Vorbild des deutschen Musen-Almanachs. Im Jahre 1789 heiratete sie den wohlhabenden Chirurgen Pipelet de Leury aus Nancy und zog mit ihm nach Paris. 

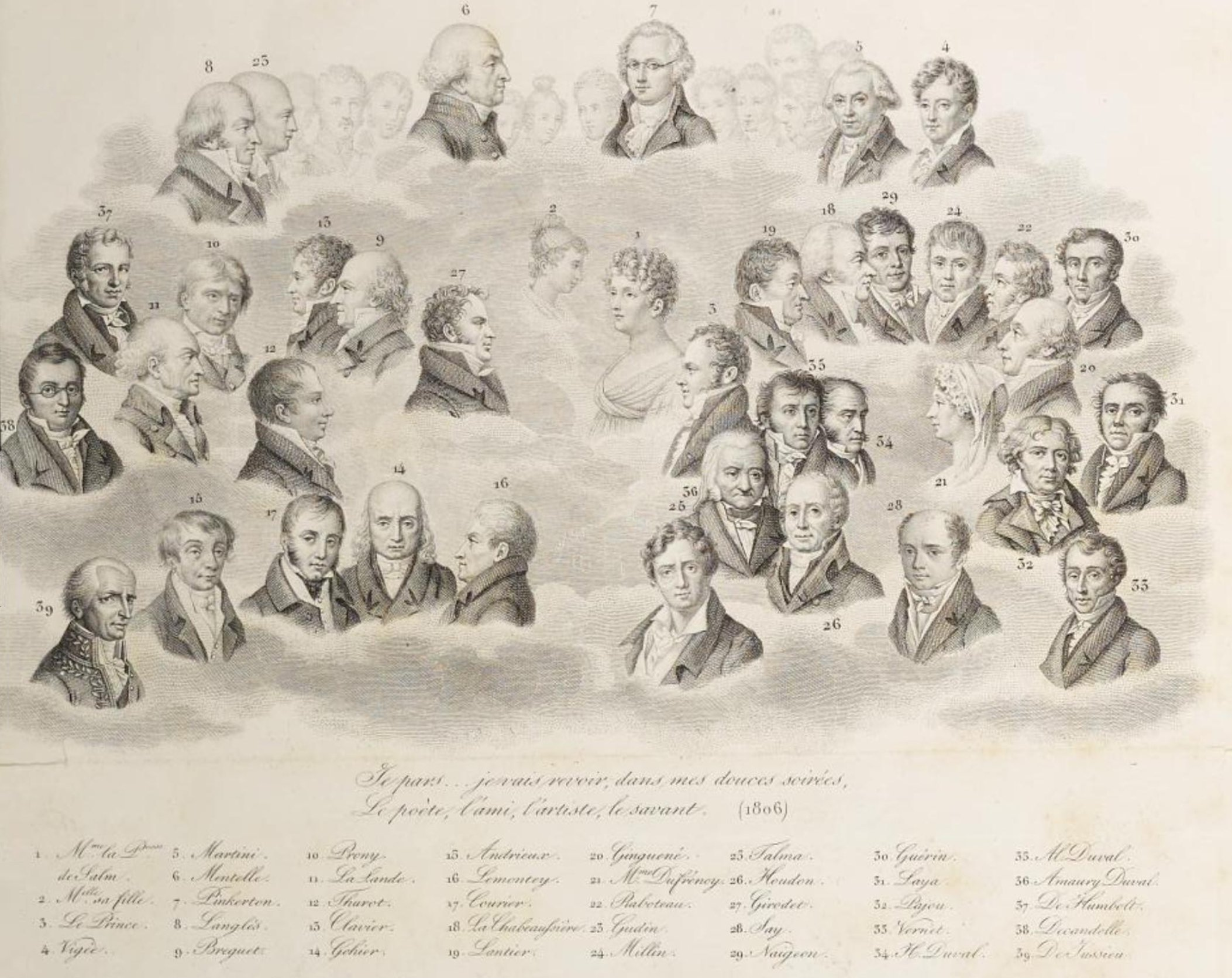
Teilnehmer einer Soirée bei der Prinzessin Constance de Salm 1806, Kupferstich von Ambroise Tardieu nach einer Zeichnung von Antoine Chazal

Nach ihrer Hochzeit besuchte sie als erste Frau in Frankreich ein Lyzeum. 1794 schrieb sie das Libretto zu der erfolgreichen Oper Sapho von Jean-Paul-Égide Martini. Überzeugt von den Ideen der französischen Revolution engagierte sie sich für Gleichheit, auch für Frauen. 1797 veröffentlichte sie den Épître aux femmes (Brief an Frauen) und 1801 die Épîtres à Sophie (Briefe an Sophie). 

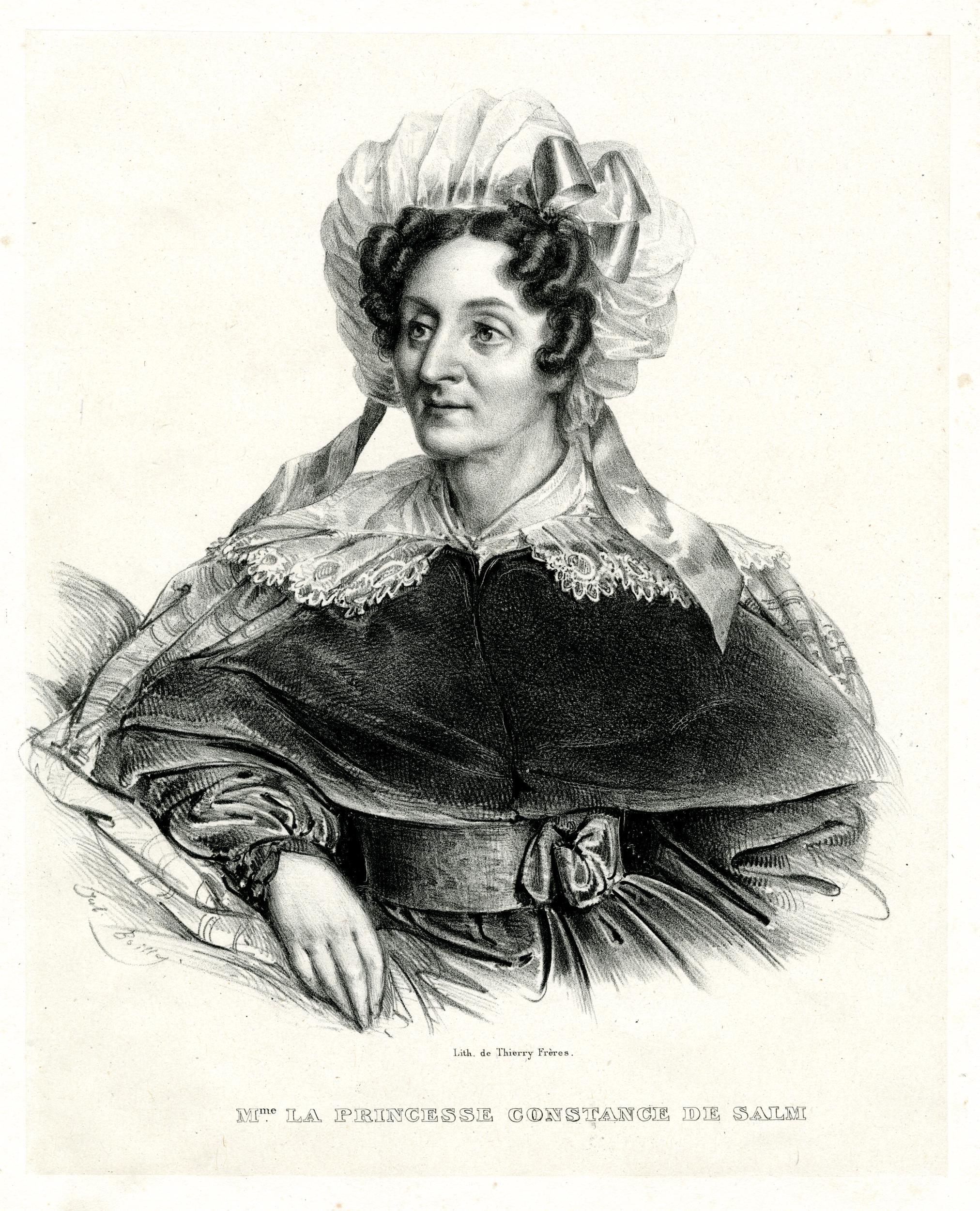
Constanze von Salm-Reifferscheidt-Dyck, Lithografie um 1840

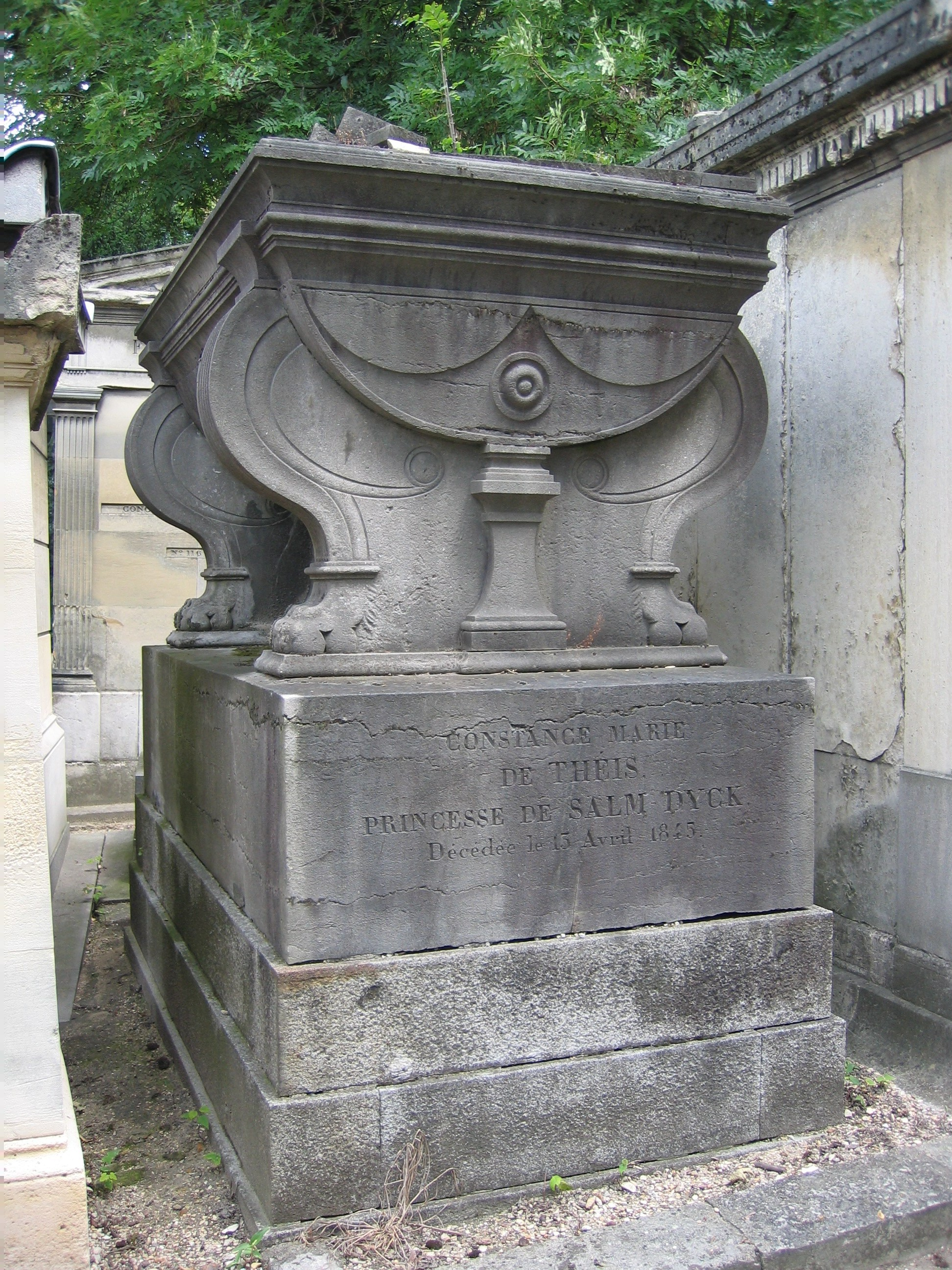
Grabstein von Constance von Salm-Reifferscheidt-Dyck

Im Jahre 1802 wurde ihre Ehe mit Pipelet de Leury geschieden und im folgenden Jahr heiratete Constance den ebenfalls geschiedenen sechs Jahre jüngeren Grafen Joseph zu Salm-Reifferscheidt-Dyck, der im Jahre 1816 von Friedrich Wilhelm III. von Preußen in den Fürstenstand erhoben wurde. Nach ihrer Heirat hielt sie sich große Teile des Jahres auf Schloss Dyck auf. Hier führte sie ein offenes Haus. Dyck, das im gerade eingerichteten Rurdepartement lag, wurde von den französischen Honoratioren gerne besucht. Der Präfekt des Departements berichtet über seinen Besuch: „Die Gräfin Constance unterhielt uns mit Feuer und in charmanten Versen über die Unbequemlichkeiten des Landlebens […] Der einzige Kummer, den man in Dyck erfährt, ist, die dortigen Herrschaften zu verlassen.“ Auch Napoleon soll sie dort besucht haben. Die Winter verbrachte Constance zu Salm-Reifferscheidt-Dyck meist in Paris. 
Neben ihrer schriftstellerischen Tätigkeit führte sie einen Literarischen Salon, über den u. a. Stendhal in seiner Autobiographie berichtet. Marie-Joseph Chénier gab ihr den Beinamen die Muse der Vernunft. Hier empfing sie unter anderem Alexandre Dumas, Alexander von Humboldt und Girodet. 
1811 und 1814 veröffentlichte sie mehrere Gedichtbände, den Roman Vingt-quatre heures de la vie d’une femme sensible (1824) sowie die philosophischen Betrachtungen Pensées (1829), die in Aachen erschienen und 1838 ins Deutsche übersetzt wurden. 
Während ihr Werk in Frankreich beständig diskutiert und neu aufgelegt wurde, erinnert man sich in Deutschland erst in neuester Zeit wieder an die deutsch-französische Vorkämpferin für Frauen- und Menschenrechte. Ihr Roman 24 Stunden im Leben einer empfindsamen Frau hat den Weg in deutsche Feuilletons gefunden. Constance zu Salm-Reifferscheidt-Dyck starb am 13. April 1845 und wurde auf dem Friedhof Père-Lachaise in Paris beigesetzt.

## Werke

### In französischer Sprache

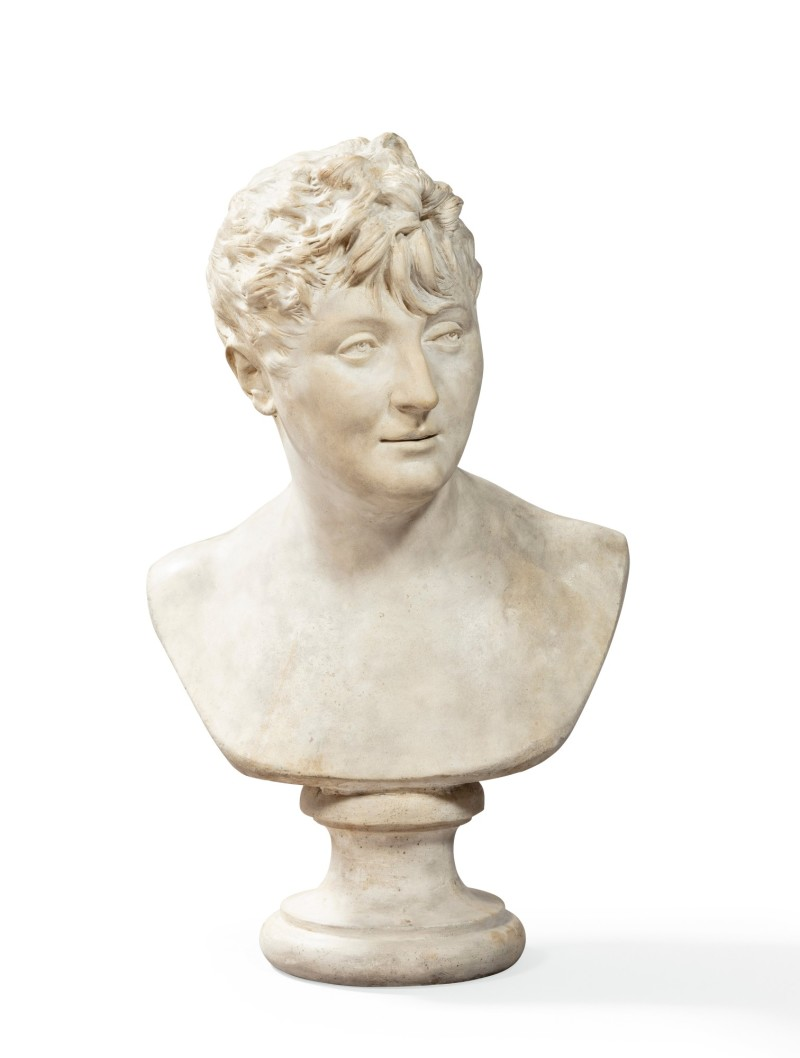
Constanze zu Salm-Reifferscheidt-Dyck, Büste von Jean-Antoine Houdon, 1803, Louvre

- Sapho, Opernlibretto, Musik von Jean-Paul-Égide Martini, Paris, Théâtre Louvois, 14. Dezember 1794.
- Épître aux femmes, 1797.
- Rapport sur les fleurs artificielles de la citoyennes Roux-Montagnac, 1798.
- Camille, ou Amitié et imprudence, Versdrama in 5 Akten, Théâtre Français, Paris 1800.
- Rapport sur un ouvrage du Citoyen Théremin, intitulé : De la condition des femmes dans une république, 1800.
- Épître à un jeune auteur sur l’indépendance et les devoirs de l’homme de lettres, 1806.
- Précis de la vie de Sapho, 1810.
- Poésies, 1811.
- Poésies, 1814.
- Vingt-quatre heures de la vie d’une femme sensible. Roman, 1824. Neuauflage: Editions Phébus 2007. ISBN 2-7529-0248-4.
- Poésies, 1825, 2 Bde.
- Fragment d’un ouvrage sur l’Allemagne, 1826.
- Pensées, Aix-la-Chapelle, 1829. Neuauflage 1846.
- Mes Soixante ans, Paris, Didot, 1833.
- Œuvres, Paris, Didot, 1835.
- Œuvres complètes, Paris, 1842, 4 Bde.

### Ins Deutsche übersetzt
- Gedanken der Fürstin Constantia von Salm. Aus dem Französischen. Schreiber, Düsseldorf 1838 (Digitalisat).
- 24 Stunden im Leben einer empfindsamen Frau. Aus dem Französischen übersetzt von Claudia Steinitz. Nachwort von Karl-Heinz Ott. Hoffmann und Campe, Hamburg 2008, ISBN 978-3-455-40093-9.